# Failure to Launch
Failure to launch (en España, Novia por contrato; en Hispanoamérica, Soltero en casa) es una comedia-romántica protagonizada por Matthew McConaughey y Sarah Jessica Parker. Dirigida por Tom Dey. Estrenada el 10 de marzo de 2006 en Estados Unidos y el 21 de abril del mismo año en España.

## Argumento
Tripp (Matthew McConaughey) es un atractivo soltero que, a sus 35 años, todavía vive con sus padres, Sue (Kathy Bates) y Al (Terry Bradshaw). Hartos de la situación, éstos deciden contratar los servicios de una joven "motivadora" profesional llamada Paula (Sarah Jessica Parker) para que, haciéndole creer que es una chica a la que ha conquistado, le convenza durante sus citas para independizarse y abandonar la casa de sus padres.

## Recepción crítica y comercial
La película recibió generalmente críticas negativas, acumulando sólo un 25% de comentarios positivos, según la página de Internet Rotten Tomatoes, llegando los críticos a la siguiente conclusión: "Los pocos gags cómicos que hay en toda la película no son suficientes para darle vida a esta formularia comedia-romántica".
La recepción comercial fue más entusiasta que la recepción crítica, la película entró número 1 en la taquilla estadounidense con 24 millones de dólares, para finalmente recaudar sólo en Estados Unidos algo más de 88 millones. Sumando las recaudaciones internacionales la cifra asciende hasta los 128 millones.